# Pietro Mita
Pietro Mita (Ceglie Messapica, 5 marzo 1944) è un politico italiano.

## Biografia
In gioventù fece parte prima del Movimento Studentesco e successivamente del Movimento Lavoratori per il Socialismo. Con esso nel 1981 aderì al PdUP per il Comunismo, che poi nel 1984 confluisce nel Partito Comunista Italiano. 
Contrario alla svolta della Bolognina di Occhetto, nel 1991 contribuì alla fondazione del Partito della Rifondazione Comunista.
Viene eletto alla Camera dei deputati nel 1992 nelle file di Rifondazione Comunista e per la XI Legislatura fa parte della Commissione Finanze. Conclude il mandato parlamentare nel 1994.
È stato Sindaco di Ceglie Messapica dal 1993 al 1999 e in seguito Capogruppo di Rifondazione Comunista al Consiglio provinciale di Brindisi. Nel 2005 viene eletto consigliere regionale in Puglia per il PRC e ricopre il ruolo di presidente della Commissione Ambiente, fino al 2010.